# Звягинцев, Евгений Алексеевич
Евгений Алексеевич Звягинцев (1869—1945) — русский и советский историк, краевед-методист; автор свыше ста научно-методических работ.

## Биография
Родился 25 сентября (7 октября) 1869 года в Ельце Орловской губернии, ныне Липецкой области.
Окончил историко-филологический факультет Императорского Санкт-Петербургского университета в 1895 году, после чего работал в провинциальных земских учреждениях: c 1898 года — заведующий отделом народного образования Курской губернской земской управы; с 1904 года работал в Саратовском уездном земстве; с 1907 года — в Московском уездном земстве.
С 1909 года был редактором учебников в издательстве И. Д. Сытина и в редакции газеты «Русские ведомости» (в 1914—1918 годах). Сотрудничал в журналах «Вестник воспитания», «Народный учитель» и многих других, преподавал в Московском городском народном университете.
После Октябрьской революции Звягинцев работал в московских вузах, руководил учительскими экскурсиями в Венёве, Угличе, Твери. Участвовал в создании народных школ, пропагандировал преподавание в них краеведения. В методических работах по краеведению он обосновывал широкое использование местного материала на всех этапах обучения и воспитания при изучении различных предметов. Также Е. А. Звягинцев был одним из авторов и редакторов некоторых глав путеводителя «Москва» (1915), разработал в 1918 году программу учебно-исторических экскурсий по Москве.
Жил в Москве на Житной улице, 5; затем — на Валовой улице, 14. Умер 3 марта 1945 года в Москве. Похоронен на Даниловском кладбище.